# Dacus ciliatus
Dacus ciliatus är en tvåvingeart som beskrevs av Friedrich Hermann Loew 1862. Dacus ciliatus ingår i släktet Dacus och familjen borrflugor. Inga underarter finns listade i Catalogue of Life.